# Драган Джаич
Драган Джаич е сръбски футболист. Роден е на 30 май 1946 г. в град Уб. Джаич е провъзгласен от сръбската футболна федерация за най-добрия футболист на всички времена. Футболната кариера и успехите си Драган Джаич постига с родния си клуб Цървена Звезда, в който играе общо четиринадесет години от 1961 до 1975 г. За този период от време, Джаич участва в 590 мача с клубната фланелка на Цървена Звезда, като е отбелязал и 287 гола. Джаич дебютира за Цървена Звезда едва седемнадесетгодишен през 1963 срещу отбора на Будучност Подгорица. През 1963 г. още през първия си сезон като играч на „звездашите“ Джаич става шампион на Югославия. Драган Джаич поставя началото на едно качествено ново поколение амбицирани футболисти, които извеждат Цървена Звезда до върха в Югославия още четири пъти-през 1968, 1969, 1970, 1973 г. Драган Джаич вписва завинаги името си сред футболистите-рекордьори, които са изиграли най-много представителни мачове за Цървена Звезда в елитното първенство на бивша Югославия.
За националния отбор на Югославия Джаич дебютира през 1964 г. срещу Румъния в Белград. През 1968 г. става европейски вицешампион с отбор на Югославия и голмайстор на първенството. Изграва с отбора 85 мача, рекорд подобрен от Саво Милошевич през 2004 г.
Избран е за футболист на Югославия през 1966, 1968, 1969, 1970, 1972 г.
След като прекарва в Цървена Звезда едно десетилетие като футболист, през 1975 г. Джаич преминава в редиците на корсиканския Бастия. За три години във френското футболно първенство Джаич изиграва 80 мача, в които е вкарал 31 гола. След престоят си във Франция, Джаич се завръща в Цървена Звезда за една година. Последния си мач той играе през 1978 г. в Мостар. Бенефисния си мач за националния отбор Джаич играе на 16 септември 1979 в приятелска среща с Аржентина, спечелена от югославяните с 4:2.  Определен за най-добрия футболист на Сърбия за всички времена.
След като приключва своята състезателна дейност Джаич става технически директор на клуба и до голяма степен на него Цървена Звезда дължи спечелването на КЕШ през 1991, както и трофея за Междуконтиненталната купа. 

## Галерия
- 9961(клекнал, в дясно) с отбора на Югославия, европейски 9961през 1968 г.
- 9961 (в дясно) с треньора 9961 (в средата), 17.10.1971 г.
- 9961 (в дясно) стреля във вратата на Швеция на 9961 1974 г.